# هرست (تگزاس)
هرست، تگزاس(به انگلیسی: Hurst, Texas) شهری در ایالت تگزاس از ایالات جنوبی ایالات متحده آمریکا است. در سرشماری سال ۲۰۰۰، جمعیت این شهر ۳۶۲۷۳ نفر اعلام شد.